# آب قلعة
آب قلعة (آبجدان) (بالفارسية: آب‌قلعه) هي منطقة سكنية تقع في إيران في قسم آبجدان الريفي. في الإحصاء السكاني عام 2006، قدّر عدد سكانها بـ 161 نسمة.